# Palácio Corte Real

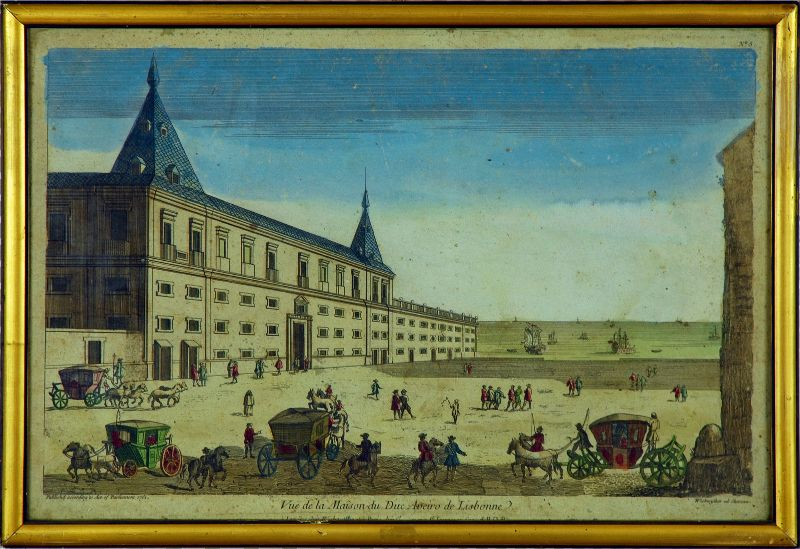
Vista da fachada principal.

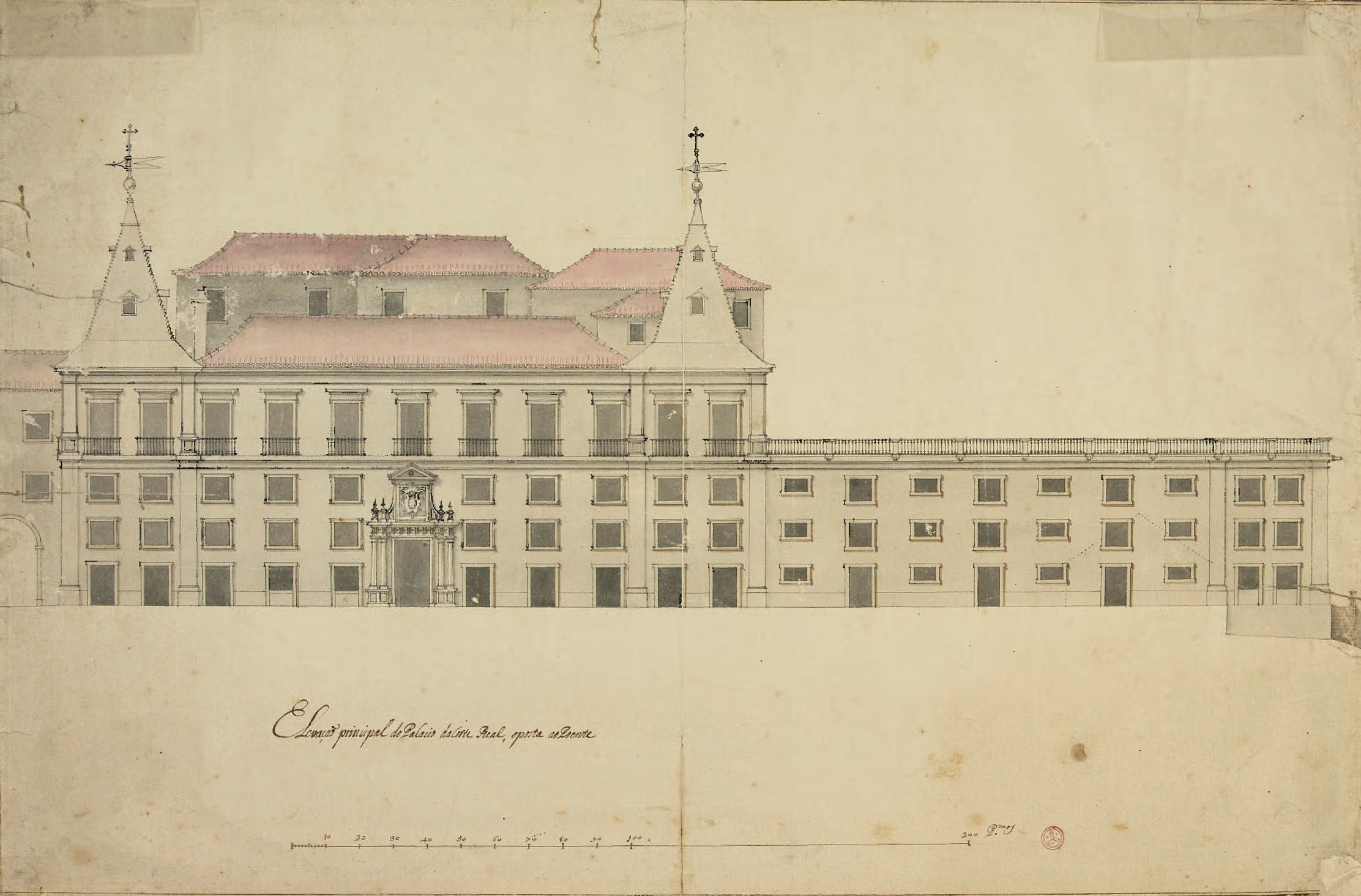
Fachada do Palácio Corte Real Palace em Lisboa.

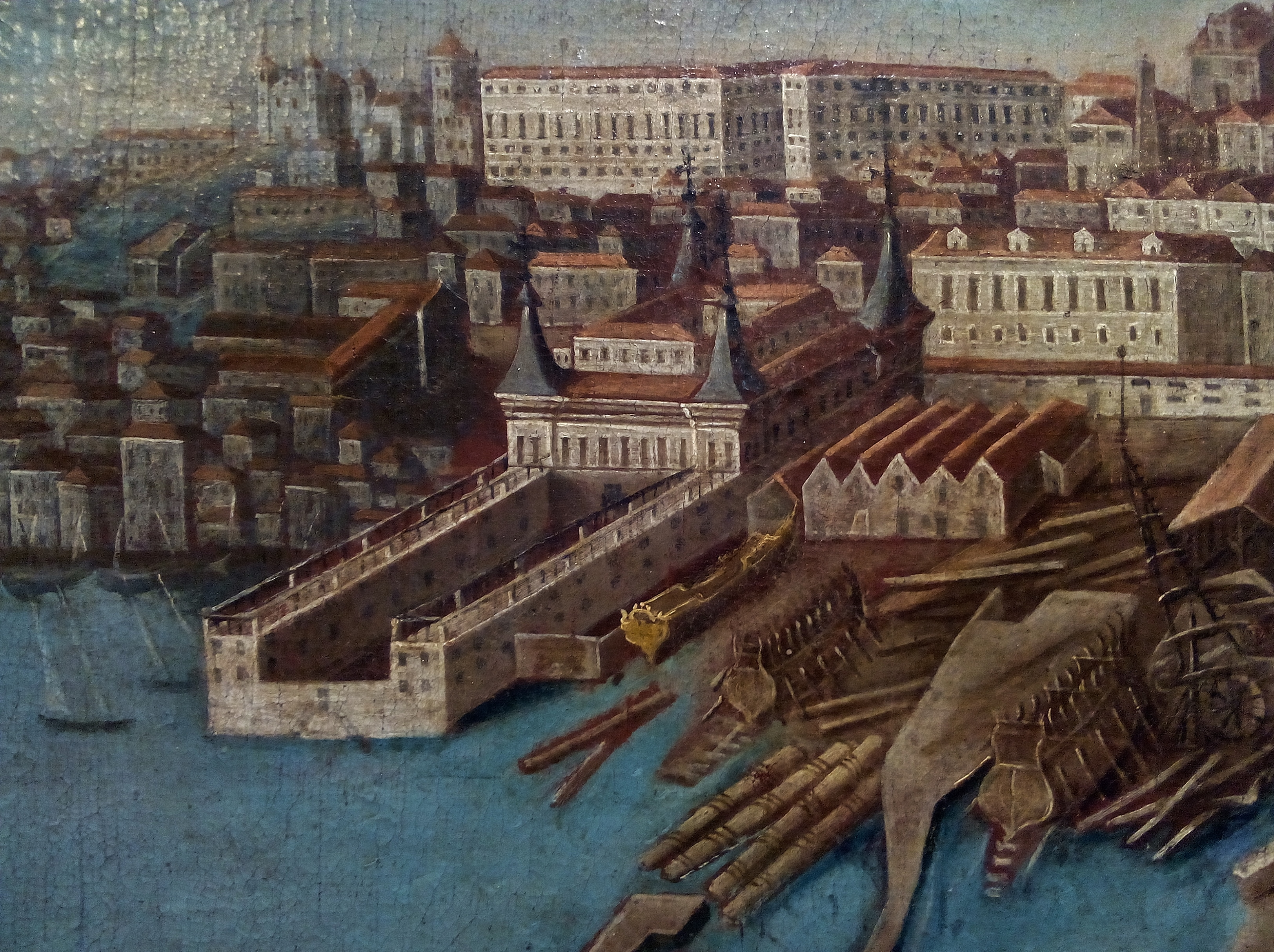
O Palácio Corte Real com as alas que se estendem até ao Tejo.

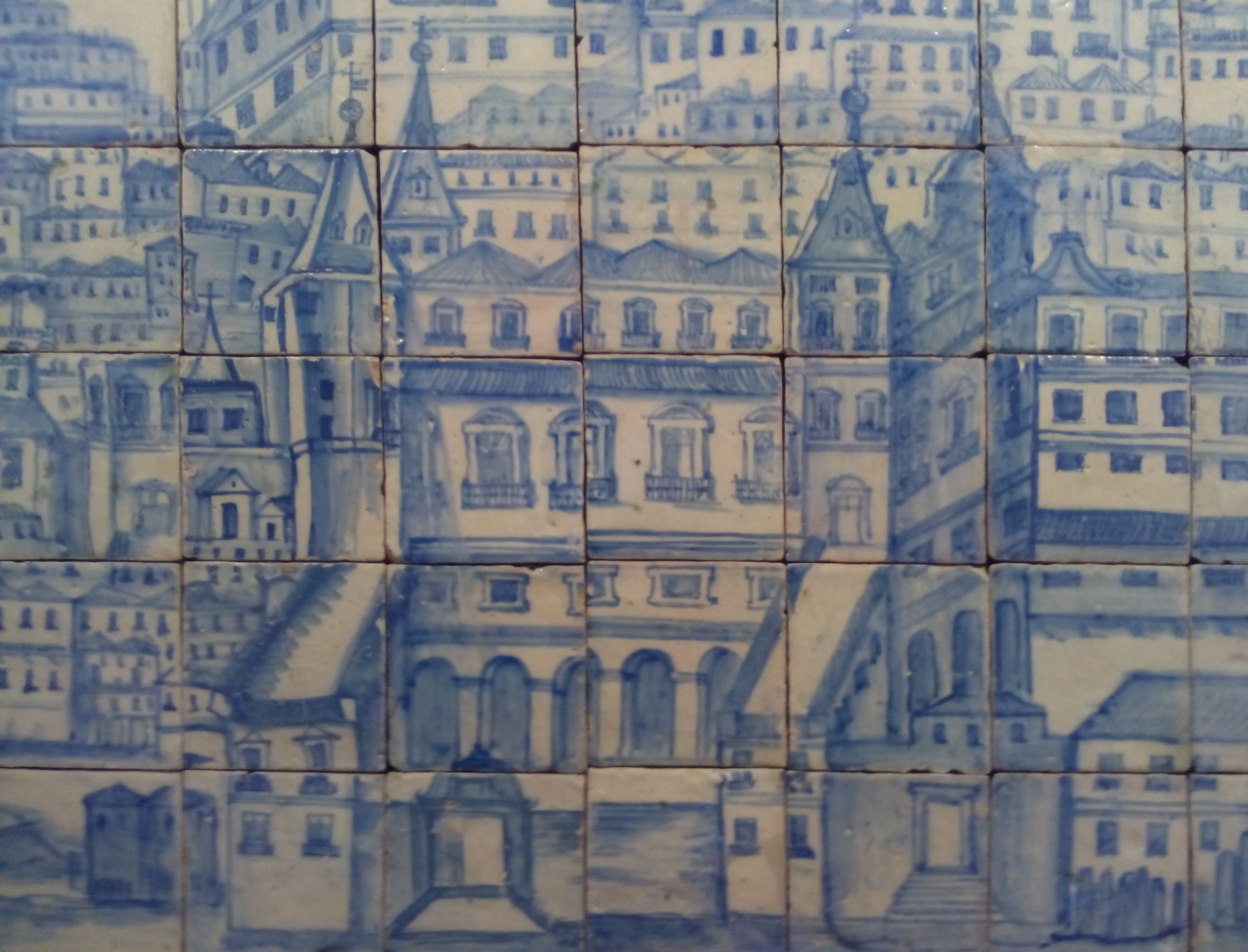
Azulejos representando o Palácio de Corte Real.

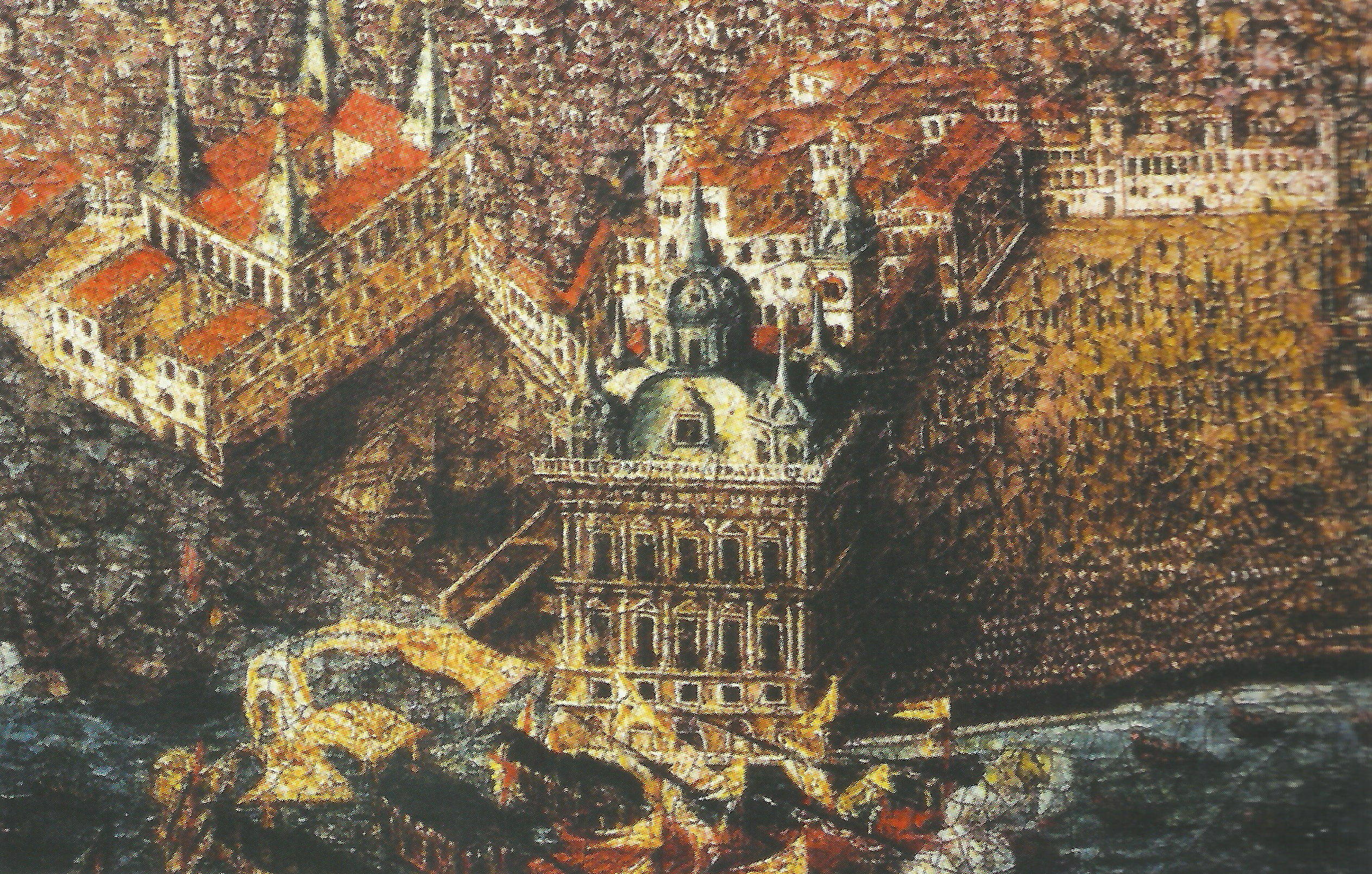
O Palácio dos Corte Real, com o Palácio da Ribeira à direita, no quadro Vista de Lisboa existente no Schloss Weilburg.

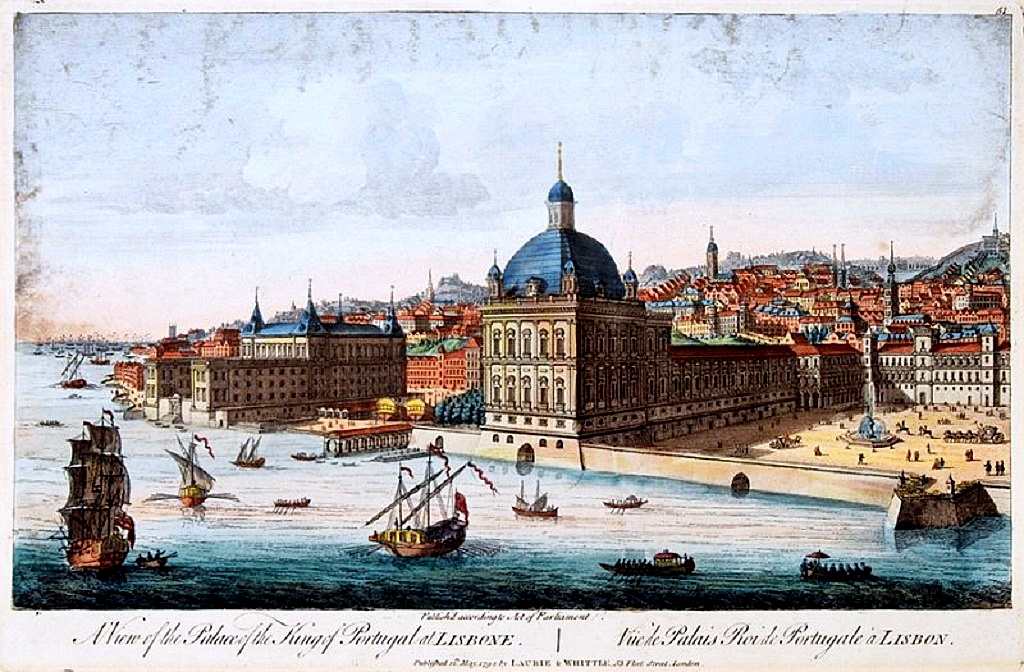
Gravura que mostra o Palácio da Ribeira com o Palácio dos Corte Real à esquerda.

O Palácio Corte Real, inicialmente conhecido por Palácio ou Casas do Corte Real, era um dos melhores palácios de Lisboa, que desapareceu na voragem dos terremoto e maremoto de 1755. Possuía quatro grande torres encimadas por cata-ventos.

## Descrição
O Palácio Corte Real foi um antigo palácio da cidade de Lisboa, construído pela família Corte-Real no início do século XVII, tendo sido posteriormente propriedade da família real portuguesa. Foi fortemente danificado por um incêndio em 1751 e o restante foi sucessivamente destruído durante e após o terramoto de Lisboa de 1755. Atualmente, já nada resta do palácio outrora considerado o mais célebre palácio privado de Lisboa.
A família Corte Real vendeu o imóvel à Casa Real na época do infante D. Pedro, depois regente do Reino e, finalmente, rei como D. Pedro II de Portugal, que nele habitou até ser destronado o seu irmão, D. Afonso VI. Serviu a partir de então como residência do Infantado. Situava-se convenientemente nas traseiras do Paço da Ribeira, fazendo parte daquele complexo palaciano.

### História
Cristóvão de Moura (1538-1613) foi um nobre português que estabeleceu a sua fortuna durante a segunda metade do século XVI. Apoiou as pretensões do rei Filipe II de Espanha em relação ao trono de Portugal e liderou o partido espanhol durante a crise sucessória portuguesa de 1580 que conduziu à União Ibérica. Entre outros privilégios e recompensas, o rei Filipe II enobreceu-o e concedeu-lhe o título de 1.º Conde de Castelo Rodrigo em 1594. Em 1600, com o sucessor do rei, Filipe III de Espanha, foi elevado à categoria de primeiro marquês de Castelo Rodrigo.
O recém-criado marquês de Castelo Rodrigo foi nomeado Vice-Rei de Portugal, controlando Portugal de 1600 a 1603 e novamente de 1608 a 1612. O povo português não recebeu muito bem o seu mandato e os elevados impostos que implementou foram fortemente ressentidos.
O marquês casou com Margarida Corte Real, uma rica herdeira que lhe trouxe os títulos e a riqueza da família Corte Real, incluindo o governo como capitão do donatério de algumas das ilhas dos Açores. Em resultado deste casamento, os dois nomes de família foram combinados para se tornarem Moura e Corte Real.
Em 1585, o casal construiu um grande palácio em Lisboa, junto ao Paço Real da Ribeira, ao qual estava ligado por um caminho privativo. The palace was named the Corte Real Palace. Era um edifício de 50 metros de lado, com quatro imponentes torreões nas esquinas e duas alas que se estendiam até às margens do estuário do rio Tejo. O palácio tornou-se o mais célebre palácio da cidade de Lisboa. Para além do Palácio dos Corte Real, o casal construiu também um palácio na terra natal de Cristóvão, o Castelo de Castelo Rodrigo.
Cristóvão de Moura foi sucedido pelo seu filho, Manuel de Moura Corte Real, o 2.º marquês de Castelo Rodrigo (1590-1651). O novo marquês foi embaixador em Roma, onde foi patrono de Francesco Borromini e de François Duquesnoy. A sua embaixada terminou com a revolta de Portugal em dezembro de 1640. Como o 2.º marquês se manteve fiel à coroa dos Habsburgos espanhóis, as suas propriedades em Portugal foram confiscadas pela nova monarquia, incluindo o palácio de Corte Real. Também o Castelo de Castelo Rodrigo foi perdido, pois foi queimado pela comunidade local.
Após o confisco, o Palácio de Corte Real passou a ser propriedade da família real portuguesa. Foi objeto de uma importante reconstrução quando o palácio passou a ser a residência oficial do Infante D. Pedro, futuro rei D. Pedro II de Portugal (1648-1706), e das suas consortes D. Maria Francisca de Saboia (1646-1683) e D. Maria Sofia de Neuburgo (1666-1699). No âmbito das grandes obras efectuadas, foi acrescentado um piso suplementar ao palácio. Após o destronamento de D. Afonso VI de Portugal, D. Pedro II mudou-se para o palácio real. A partir de então, o Palácio dos Corte Real passou a ser a residência principal da Casa do Infantado, o domínio do segundo filho mais velho do monarca português.
Em julho de 1751, um incêndio danificou fortemente o Palácio dos Corte Real, e o pouco que restava desapareceu durante o terramoto de 1 de novembro de 1755, que devastou a cidade de Lisboa, e o processo de reconstrução da cidade que se lhe seguiu. A reconstrução foi considerada, mas não se concretizou. Atualmente, nada resta do Palácio dos Corte Real.